# Тирсо де Молина
Тирсо де Молина (шп. Tirso de Molina; рођен у Мадриду 24. марта 1579, а умро у Сорији 12. марта 1648) псудоним је за фра Габријела Тељеза (шп. Gabriel Téllez), једног од најпознатијих драматурга шпанског Златног века и творца Дон Хуана, лика чувеног заводника који ће бити тема више уметничких остварења, како књижевних, тако и музичких.

## Биографија
Порекло Тирса де Молине се не зна. Према налазима неких проучавалаца био је незаконити син Педра Тељеза Хирона, војводе од Осуне, међутим, јако мало података указује на могућност намерног скривања његовог порекла.
Као младић студира у Алкали де Енарес. Године 1600. постаје искушеник у манастиру Милосрдне браће, прво у Мадриду, а након тога и у Гвадалахари, где стиче широко хуманистичко и теолошко образовање, а између 1604. и 1610. године борави у манастирима у Гвадалахари, Толеду, Сеговији и Сорији. Након тога одлази у Мадрид и наредних пет година борави у Мадриду и Толеду, где се бави писањем драмских текстова. Од 1616. до 1618. године борави у Санто Домингу и један је од малобројних писаца из Златног века који је имао прилике да изблиза упозна Нови свет. По повратку се настањује у Мадрид, што му омогућава да се посвети писању за позориште и активном учешћу у животу свог Реда. Године 1625. објављена је пресуда Савета за Реформацију у којој се осуђују Тирсове профане комедије због лошег утицаја на морал, након чега се Тирсо настањује у Севиљу. Током прве године боравка у Севиљи објављен је Први део његових комедија. Године 1634. објављен је Трећи део, 1635. године објављени су Други и Четврти део, а 1636. године Пети део његових комедија. Након Првог дела објављен је и Севиљски заводник и камени гост, једно од његових најбољих драмских дела.
Последње године свог живота Тирсо проживљава као комендатор манастира у Сорији. Разболео се у манастиру Алмазан, где и умире 12. марта 1648. године.

## Дела
Тирсо де Молина је оставио податак да је написао четири стотине драмских дела, од којих је сачувано осамдесет која су објављена у пет књига (Partes), између 1627. и 1636. године. Међутим, још увек нису разрешена сва питања око ауторства, као ни текстуални проблеми. У оквирима историје шпанске нове комедије Златног века спада у најзначајније писце заједно са Лопеом де Вегом и Калдероном де ла Барком. Тирсо је писао разне врсте позоришних дела: од комедије интриге и обичаја до историјских и религиозних драма. Најбоља његова драмска дела су: Севиљски заводник и камени гост (шп. El burlador de Sevilla y convidado de piedra) и Проклет због неверства (шп. El condenado por desconfiado). Својим Дон Хуаном из Севиљског заводника Тирсо је створио нови тип драмског јунака. У позориште шпанског Златног века увео је лик мајке. Обиље женских ликова упућује на Тирсово залагање у одбрани женских ликова. У изради позоришних дела служио се историјским догађајима, а у његовим комедијама налазимо историјске, библијске, хагиографске и верске елементе, елементе из живота на двору и на селу. У његовим позоришним комадима заступљени су и сви типови јунака који се јављају у комадима Лопеа де Веге: слуге, лакрдијаши, војводе, краљеви, сељаци, рибари, војници, крадљивци, заводници, варалице итд. Поред митолошких гонгоријанских алузија у Тирсовим делима присутне су и прећутне алузије које се разумеју само ако се познаје историја шпанске књижевности. Осим позоришних комада писао је и прозна дела: Толедски летњиковци (шп. Los cigarrales de Toledo, 1621) и Уживати уз корист (шп. Deleitar aprovechando, 1635), збирке састављене од песама, новеле и комедије. Последње Тирсово дело била је Општа историја реда Наше Госпе од Милосрђа (Historia de la Orden de la Merced) из 1639. године.

### Религиозне драме
Са уласком у нову епоху, друштвено-политички живот у Шпанији је са собом носио осећање песимизма и обмане, па су и драматурзи писали дела која иронично и саркастично изражавају презир према овоземаљској слави. Међу многима који су се трудили да пренесу традиционалне вредности нашао се и Тирсо де Молина. Вођен тезом да је сваки човек осуђен својом кривицом, а да се спасење човека налази само у божанској милости, Тирсо де Молина је стварао комедије и ликове који су универзални, али и комплексни.
Термин комедија у овом контексту има посебно значење које се везује само за шпанску књижевност. Лопе де Вега, творац нове или шпанске комедије, објашњава да је то драмска врста која садржи елементе и трагедије и комедије, али да се састоји из само три чина и не поштује правила јединства места, времена и радње. Тирсо је за живота чврсто бранио идеје Лопеа де Веге. Писао је комедије са циљем да забави и заинтересује гледаоца.
У религиозним драмама често је за приказивање користио личности и догађаје из Библије. Из Старог завета користио је мотиве који су му послужили за стварање дела: 
- Жена влада у кући,
- у којој је приказао причо о Рути, и
- Освета Тамара (шп. La venganza de Tamar), дело о трагичном инцесту Амона и освети Абасалона.

Нови завет је, са друге стране, имао утицаја на стварање дела: 
- Живот и смрт Херода и
- . У њој Тирсо приказује две параболе из јеванђеља: о блудном сину и о богатом тврдици и сиромаху.

У хагиографским комедијама Тирсо де Молина се трудио да прикаже значајне свеце и њихова милосрдна чуда. Једно од његових бољих хагиографских дела и дела уопште је 
- Дама из маслињака (шп. Dama de Olivar) коју је писао сходно правилима нове комедије. Приказани су елементи из сеоског живота, а од религиозних елемената битна је појава лика Богородице на сцени. Тирсо је често приказивао историјске личности и догађаје.

Од свих историјско-хагиографских дела највише се истиче триологија 
- Света Хуана (шп. Santa Huana) која говори о опатици Хуани де ла Круз. Ова личност званично никада није уздигнута на ранг светице али је била веома поштованаи обожавана у народу. Тирсо приказује њен пут до замонашења и живот након што је постала опатица. У овој триологији је унео разне интриге, али и личности како стварне тако и натприродне. У делу се појављују: анђели, свеци, Богородица, па и сам Христ, и то у тренутку смрти опатице Хуане.

Врхунцем стваралаштва Тирса де Молине, без сумње, сматрају се дела: 
- Проклет због невере и
- Севиљски заводник и камени гост (шп. El burlador de Sevilla y convidado de piedra).

У оба позоришна комада излажу се теолошке тезе везане за проблем човекове слободне воље и Божије благодати. У комедији Проклет због невере пустињак Пауло због своје гордости бива осуђен на пакао. Он тражи од Бога да му открије да ли ће завршити у рају или у вечним мукама. Пошто му се појавио ђаво у одлуку анђела и рекао да ће завршити као разбојник из Напуља по имену Енрике, Пауло одлучује да се препусти греху и одрекне Бога. Живећи живот разбојника, пљачкајући и убијајући, Пауло је скончао живот без могућности покајања. Са друге стране, Енрике, као супротност протагонисти, због своје љубави и вере у Бога успева да избегне пакао.
Севиљски заводник и камени гост је ремек-дело Тирса де Молине и то је прво дело које ставља мит о Дон Хуану на позоришни сцену. Јунак ове трагикомедије представљен је као бескрупулозни племић који заводи жене, обљубљује их и на крају оставља. И самом делу преварио је четири жене које су већ биле обећане другим мушкарцима. Међутим, тек ће након почињеног убиства Дон Хуан добити своју казну. Убиство Дон Гонзала и касније ругање статуи истог довешће до тога да сконча у мукама. Иако је сматрао да има времена за покајање јер му се дуг рок даје за плаћање, сустигла га је казна више силе.

### Историјске драме
Разборитост у жене (La prudencia en la mujer)
Ова драма први пут је објављена у Трећем делу у Тортоси 1634. године. Госпођа Бланка је уредила драму у периоду између 1630. и 1633. године. Радња се одвија за време малолетног Фердинанда IV. Разборитост у жене је пре свега политичка драма. Кенеди је проучавао околности у којима је настала. Све указује на то да је усмерена против утицаја надвојводе од Оливареса. Разборитост у жене је дело у коме се показује радикално супростављање повећању финансијског притиска. Оптужбе против онога што се десило под влашћу Оливареса су толико тачне да нема потребе сумњати у његову намеру. Ликови у драми су елементарни и деле се на добре и лоше.
Остале историјске драме:
- La trilogía de los Pizarro састављена од три драме:Todo es dar en una cosa, Амазонке у Индијама (Amazonas en las Indias), Верност против зависти (La lealtad contra la envidia)- представља митски приказ историје конкистадора Перуа,
- Повољна судбина господина Алвара де Луне и зла Руј Лопеза Давалоса (Próspera fortuna de don Álvaro de Luna y adversa de Ruy López Dávalos) и њен наставак, Зла судбина господина Алвара де Луне (Adversa fortuna de don Álvaro de Luna),
- Љубавници из Теруела (Los amantes de Teruel), итд.

### Комедије карактера
Стидљивко на двору (El vergonzoso en palacio) први путје објављена у Толедским летњиковцима (Los cigarrales de Toledo) у Барселони 1621. године. Године 1611. или 1612. госпођи Бланки је било понуђено уредништво. Заснива се на једној епизоди о португалској историји коју је песник преобликовао са потпуном слободом. Троугао ликова одржава пажњу гледаоца. Мирено или господин Дионис уједињује у својој личности две привидно контрадикторне особине и заиста комплементарне: спољну стидљивост и унутрашњи понос. Магдалена такође има своје трагикомичне контрадикције. Она се бори између љубавног привлачења које је вуче Мирену и племићког поноса који јој не дозвољава да се баци у лавиринт те љубави. Тирсо – и ово је веома важно у сузбијаном друштву – прихвата законитост љубавних жеља, иако у том случају треба препознати неоправдану потребу за неуспехом. Стидљивко на двору је лепа збирка страсти и људских слабости. Прожима је најскривенија духовитост која произилази из очигледних контрадикција свих бића.
Остале комедије:
- Богоугодна Марта (Marta la piadosa), Мадрид, 1636, Пети део,
- No hay peor sordo, Тортоса, 1634, Трећи део,
- Tres comedias palaciegas sobre la bastardía: Меланхоличар (El melancólico), Мадрид, 1627, Esto sí que es negociar (1618), Amar por razón de estado (1621), итд.

### Комедије интриге
Дон Хил, зелен-чарапанко (Don Gil de las calzas verdes)
Објављена је у Четвртом делу у Мадриду 1635. године. Има један од најзамршенијих заплета какви се могу прочитати у новој комедији шпанског Златног века. Комедија је прожета замршеним авантурама госпође Хуане и господина Мартина. Протагониста није једна плачљива девојка која је забринута због губитка невиности, нити девојка уплашена од напорних дужности у великом граду. Напротив, то је девојка која је спремна да се маскира у мушкарца и започне свађу. Госпоћа Инес је хировита, заљубљена у главног лика, љубоморна, збуњена пред сличношћу господина Хила и Елвире, непредвидива и превртљива. Госпођа Клара је суровија и са својим глупостима, ипак изјављује љубав Адонису, зелен-чарапанку. Господин Мартин је један бесрамник, превише наиван да би подносио шале и смицалице које му прави покварена Хуана. Израз „игра за игру“ најбоље описује суштину ове лепе комедије.
Остале комедије интриге:
- Сељанка из Ваљекаса (La villana de Vallecas), 1620,
- Љубав лекарка (El amor médico), 1621,
- Averígüelo Vargas (1619 — 1621),
- Љубоморна на себе саму (La celosa de sí misma), 1621 — 1622, итд.

### Комедије са елементима сеоског живота
Три Тирсове комедије имају као централне мотиве сеоски амбијент. Марија-Ернандез галицијка (Mari-Hernández la gallega), представља мешавину углађених и џентлментских авантура са пределом, и језичким изразима са галицијског села. Дон Алваро је морао да побегне из Португалије зато што га је краљ Хуан II пратио. Бежи у галицијске земље и заљубљује се у главну јунакињу коју напушта јер поново налази своју стару љубав, госпођу Беатрис. Мари-Ернандез, прерушена у мушкарца га прати... Кроз ову комедију Тирсо осликава сеоски живот. Лепоту комедије не треба тражити у њеном садржају, већ у предивном свету створеном посредством песничке речи.
Сељанка из Сагре (La villana de la Sagra), почиње у Сантијагу де Компостели, одакле дон Луис бежи након часне борбе. Пут га доводи до толедске Сагре. Командант дон Педро покушава да отме Анђелику у коју је заљубљен, али дон Луис успева да то спречи. Иако је отац притиска да се уда за дон Педра, Анђелика се противи томе са сељачким поносом који омаловажава одликовања и чинове. Брак између главних ликова, након неповерљивих принуда, доводи дело до краја.

### Прозна дела
Као писац прозних дела Тирсо је написао две збирке са различитим садржајима, које обележавају два различита периода његовог живота. Прва, Толедски летњиковци, (Los cigarrales de Toledo) објављена је 1624. године, и обележава период његове младости. Такође се везује за најпродуктивнији период његовог рада као драмског писца. Садржи кратке приче, приповетке и неколико песама. Написао је ову збирку инспирисан грађом Декамерона, па се тако неколико пријатеља, како би употпунили вреле летње дане, договара да се сваки дан састају у једном од летњиковаца(„cigarral“) и један од њих има задатак да забави остале. Под овим изговором се између прича умећу приповетке(novelas-у то доба је овај појам означавао приповетке), комедије и лирске песме. Једна од прича која се истиче је Los tres maridos burlados, затим El vergonzoso, као и El celoso prudente. Структура ове збирке подсећа на структуру дела Хиљаду и једна ноћ, постоји систем „прича у причи“, и све приче су тематски подређене једној главној теми. Тирсо приказује различите аспекте у писању прозних дела. У причама се може уочити одређена доза пикарског, и користи се прозом која је груба. Обилује врло веселим и богатим описима. Писац је волео Толедо, мада можда не толико његов урбани део колико његову природу, летњиковце, реку, чији описи добијају топле тонове. Уводни делови сваке приче су врло маштовити, иако стил може да се измени, и да постане неприродан и песимистичан. Тирсо кроз своје ликове у делима критикује како своје пријатеље тако и људе који му нису толико блиски.
Друга збирка, Уживати уз корист(Deleitar aprovechando), из 1635. године припада зрелом добу Тирсовог живота. За време док је био у манастиру, изузетно се посветио том животу и сређивању научних и историјских дела. Ова збирка је врло слична претходно поменутој, само што се сада ради о три породице, које се састају како би уживале у забавама Карневала. Свака од породица има задатак да забави остале две. Састају се у викендици близу Мадрида. Радња траје три дана, и сваки дан се дели на три дела-има три приче, три аутосакраментала и три групе религиозних песама. Помињу се три свеца: Santa Tecla, San Clemente и San Pedro Armengol. Међу тим причама истиче се El bandolero која говори о његовом животу. Сан Педро је био врло поштован у Каталонији и живео је у време краља Ђаумеа II Арагонског. Поред ње, ту су још две приче, La patrona de las musas и Triunfos de la verdad. Проза, која је доста класичнија него у збирци Толедски летњиковци, доприноси лепоти приче.
La historia de la Orden de la Merced, сачувана на Историјској академији (La Academia de la Historia), потпуно непозната док је није открила госпођа Бланка де лос Риос (Blanca de los Rios), од великог је значаја за познавање чињеница из пишчеве биографије, као и за проучавање развоја Тирсовог стила и начина писања који је временом постајао озбиљнији. Првобитну верзију је написао фра Алонсо Ремон, али је Тирсо написао нову, јер није био задовољан оном коју је написао Ремон.

## Стил и утицаји
Тирсо де Молина је типичан драмски писац позоришног периода Лопеа де Веге. Значајан не само због обрађивања свих жанрова које је Лопе ставио у службу, ни због оданости техници и драмском обрасцу, већ зато што се у његовом позоришту јасно види и сјај и беда позоришта Златног века.
Тирсо је представник друге генерације барока и као такав, наследник је стилских карактеристика Лопеа де Веге. Такође је савременик Франсиска де Кеведа, тако да његов језик има слична обележја као и језик његових савременика. Његово дивљење према уметности Лопеа де Веге га ипак није водило до тога да се ограничи у сваком тренутку на једноставан стил. Његов израз обилује појмовима везаним за сложене метафоре и можемо приметити присуство великог броја игара речи. У монологу сељака Батрисија можемо видети лукаве метафоре, а сељанка Амнита, коју је севиљски заводник искористио, употребљава модел класичног језика. То нам говори да се у Тирсовим делима, у говору сељака појављују учени и образовани цитати, што је невероватно. Још један пример јесте Тирсово помињање Троје у Тизбиној јадиковци-мало вероватно да једна рибарка уопште зна за Троју.
Често се дешава да језик усвоји карактеристичне форме обраћања ученог језика као што су недостижне перифразе, иновативне и сугестивне слике. Нуди нам примере оваквог језика са лукавим метафорама. У транскрибованом издању можемо јасно да видимо удаљеност од стила Лопеа де Веге, али приближавање Калдерону.
Тирсо се у својим делима трудио и да прилагоди гласове из других језика, као што су латински, грчки, италијански. Такође изводи и ствара именице мушког и женског рода које не постоје у језику као што су poeto, infanto, testiga, bulsona. Изводи нове именице са карактеристичним наставцима од имена, нпр: dorotada  (радња жене по имену Доротеа). Понекад у своје текстове укључује погрешно написане гласове, као што суcrergo (clerigo), músquina (música). Ствара глаголе од имена ликова, carbellear  (од презимена Carballo). То нам је доказ о ведром карактеру Тирса. Ипак Тирсо, као свештено лице, није смео превише директно да износи неке своје идеје, већ је то чинио преко добре мотивације својих драмских ликова. Он у својим делима открива дволичност морала владајуће класе.
Критичари су истакли у Тирсу де Молини, драмском писцу, његово јасно излагање психолошке црте у приказивању ликова, идеолошка прецизност, довитљивост, сатиричан израз, богатство језика и реалистички приказ.
У делима Тирса можемо да уочимо присуство феминизма. Јунакиње у овом рату између полова, који представља главни елеменат љубави у комедијама, нису вољне да прихвате пасивну улогу против мушких напада. Незадовољне подређеним положајем, које им је друштво наметнуло вођено мушким принципима, покушавају да истакну свој дух независности у бројним приликама. Можемо рећи да се делу Севиљски заводник делом дугује појачана одбрана жене у Златном веку, као и наглашеном Тирсовом бављењу женским ликовима. Супротност Тирсовом залагању за женска права је Кевадо, који је жене приказивао у најцрњем светлу. Тирсо се истакао управо као драмски писац са духовитом визијом савременог друштва, чије навике и обичаје уводи у позориште.
Насупрот ученом језику, Тирсо користи шаљиве и изобличене појмове који се граниче са експресионизмом. У многим епизодама истиче шаљив и комичан тон и тиме постиже драматичан свет пун контраста који је карактеристичан за барок.
Тирсов стих је импровизован и спонтан, а и понекад груб. У дијалогу аутор је више бринуо о томе шта ликови кажу него о исправности осмерца. Они који су радили на постављању некој од његових драма, свесни су тешкоћа које носи рецитовање његових стихова. Лирика Тирса не обухвата само традиционалне форме и теме, већ и песничке мотиве дворских песника. У стиховима у делу Севиљски заводник, дон Хуан показује арогантност, самопоуздање ликова које се најбоље види у речима: Дуг рок дајеш за плаћање (Tan largo me lo fiáis)
Најбитнији елемент у Тирсовим делима је хумор. Постоје две врсте хумора. Са једне стране имамо хумор акције, на основу онога што лик ради, а са друге стране духовотост која се везује за оно што лик изговара. Драмски писац способан је да види варке људске душе, њихове противречности и грешке. Контраст се изразава путем лицемерја и ставова ликова који се мењају кроз драму. Често се јавља свесна иронија у речима ликова. Сам Дон Хуан, на пример, подсмева се покојнику у стиховима: ... ако се ни тела живог, при разуму и са снагом, ја не бојим, та зашто бих мртвога се прибојавао?
У делима Тирса налазимо лик gracioso, он је у исто време комичан али се користи и као фигура за контраст. Gracioso је наметнуо Лопе. Најпознатији је случај Каталинона из Севиљског заводника, он је верни слуга, уплашен, који често делује као савест протагонисте. Очигледно је да је страх, а не морално убеђење, оно што усмерава понашање Каталинона.
Тирсо је највише утицао на друге писце својим делом Севиљски заводник. У шпанској књижевности било је више писаца који су објављивали дела инспирисана дон Хуаном, попут Антонија де Самора, Хосеа де Еспронседе, Хосе Сориље, Асорина. Много писаца се бавило овим ликом, између осталих и Молијер или Ростан на француском језику, или Лорд Бајрон и Бернанд Шо на енглеском. Такође су музичари били фасцинирани ликом Дон Хуана. Велики композитори попут Глука и Штрауса одали су почаст у својим делима. Ипак, несумњиво најпознатије дело је Моцартова опера Дон Ђовани. Чињеница је свакако да се у позоришном свету о Дон Жуану досад углавном говорило на основу Молијеровог комада, који је много познатији од Тирсове драме. О Тирсу се писало само повремено и то поводом Молијеровог или Моцартовог Дон Жуана. У 20. веку јавља се израз донжуанизам и тај израз се проширио на све слободније односе према жени.